# حسن رحیم‌پور ازغدی
حسن رحیم‌پور ازغدی (زادهٔ ۱۳۴۲) سخنران، نظریه‌پرداز توطئه و ایدئولوگ محافظه‌کار اصولگرای ایرانی است. وی از سال ۱۳۸۲ عضو شورای عالی انقلاب فرهنگی ایران است.
او از نسل جدید سخنرانان اصولگرا به‌شمار می‌رود که سعی دارد تا نظام و سیاست‌های آن را تئوریزه کند و توجیه ایدئولوژیک شیعی برای آن ارائه کند. رحیم‌پور ازغدی همچنین به عنوان یکی از مدافعان برجسته «روحانیت حاکم» و گفتمان «شیعی حکومتی» در ایران تلقی می‌شود، قرائتی سیاسی از اسلام که قصد دارد حوزه‌های علمیه را دستکاری و کنترل کند، برخلاف ارتدکس سنتی شیعه که طرفدار استقلال از دولت است.
علی میرسپاسی، استاد کالج هنر و علم دانشگاه نیویورک، رحیم‌پور ازغدی را «یکی از ایدئولوگ‌های تندرو کنونی جمهوری اسلامی ایران» توصیف می‌کند. به گفتهٔ مهدی خلجی، رحیم‌پور در مسائل اجتماعی به علی خامنه‌ای مشاوره می‌دهد.
از آنجایی که وی هیچ اثر آکادمیک منتشر نکرده‌است، اعتبار وی مورد تردید منتقدان قرار گرفته‌است که وی در پاسخ به این سؤال پاسخ داده‌است: «من فوق‌دکترای کتابخوانی دارم». او در سال ۲۰۱۲ مدعی شد که کشورهای غربی نگران او هستند و تیم مشترکی از سازمان‌های اطلاعاتی آمریکا، انگلیس و اسرائیل می‌خواهند او را ترور کنند.
از نظر سیاسی، رحیم‌پور ازغدی محافظه‌کار است و از حامیان محمود احمدی‌نژاد در دوران دولتش بود و او را «چریکی متعهد به جبهه مردم فقیر جهان» توصیف کرد که «مردمی‌ترین دولت تاریخ ایران» را رهبری کرد. او همچنین دشمن سرسخت اصلاح‌طلبان است و رؤسای جمهور محمد خاتمی و حسن روحانی را محکوم کرده‌است.

## اوایل زندگی و حرفه
رحیم‌پور ازغدی متولد ۱۳۴۲ در مشهد است. و در حوزه علمیه قم تحصیل کرده‌است اما لباس روحانیت بر تن ندارد.
او نشریه‌ای از مدرسه فیضیه به نام کتاب نقد را ویرایش کرد و در سال ۲۰۰۰ شماره‌ای ویژه با نگاه انتقادی به فمینیسم منتشر کرد.
سید علی خامنه‌ای در سال ۱۳۸۲ وی را به عضویت شورای عالی انقلاب فرهنگی و در سال ۱۳۸۶ به عضویت شورای نمایندگی رهبری در دانشگاه‌ها منصوب کرد.
رحیم‌پور ازغدی به‌طور مرتب سخنرانی‌های عمومی می‌کند که به صورت هفتگی از تلویزیون دولتی ایران پخش می‌شود.

## فعالیت‌ها

### پخش سخنرانی‌ها و گردهمایی‌ها

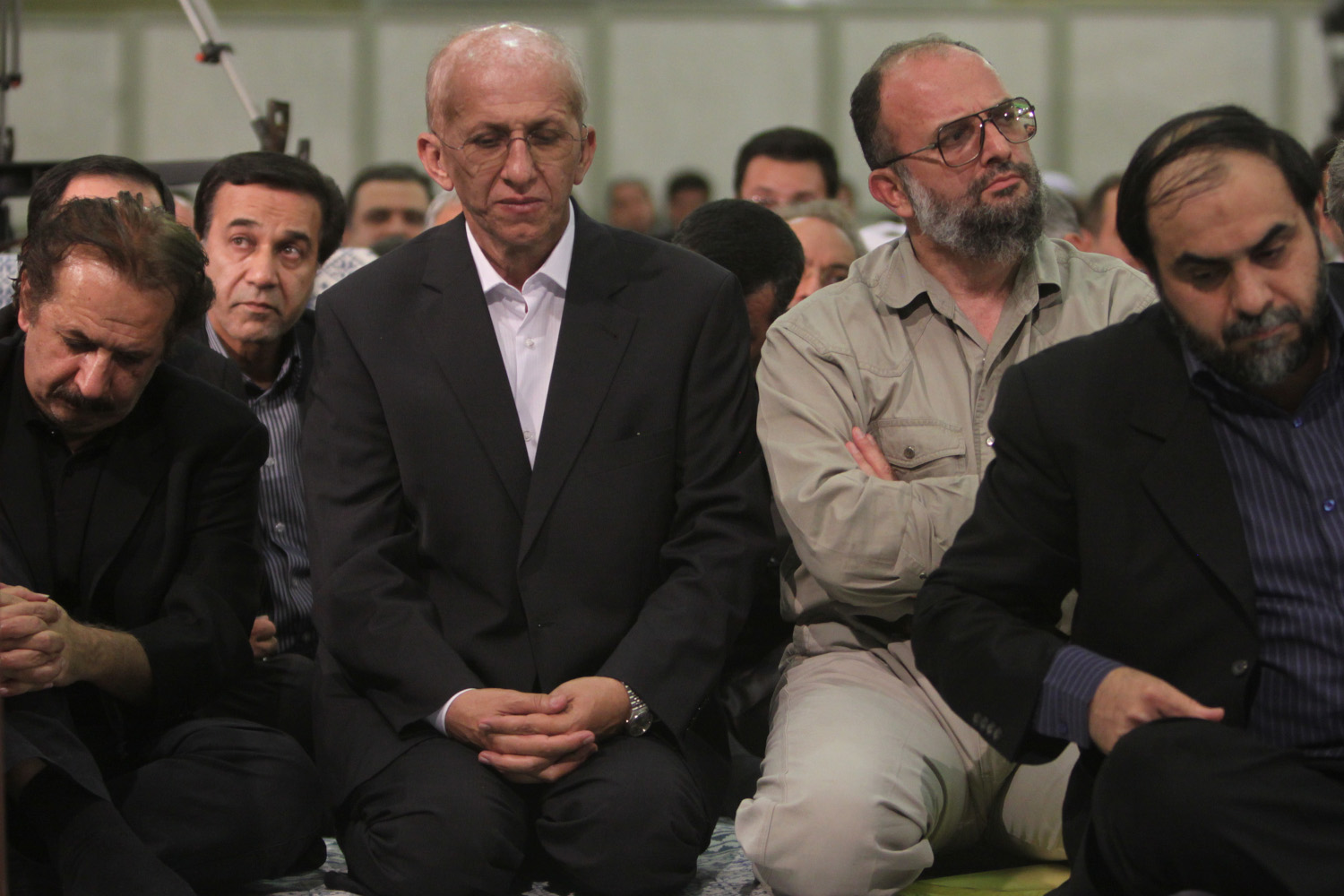
رحیم‌پور ازغدی در کنار سعید قاسمی، بیژن نوباوه، مجید مجیدی، ۲۰۰۹

سخنرانی‌ها و نشست‌ها و گردهمایی‌های رحیم‌پور ازغدی بیشتر اوقات با دانشجویان و نخبگان جامعه توسط شبکه یک، در برنامه‌ای به نام طرحی برای فردا که به‌طور هفتگی عصرهای جمعه حدود ساعت ۱۹ پخش می‌گردد، در تلویزیون به نمایش گذارده می‌شود.

### ارتباط با مؤسسه طرحی برای فردا
طبق اعلان صریح صفحه نخست وبگاه رسمی رحیم‌پور ازغدی، مؤسسه طرحی برای فردا، مرکز نشر آراء و آثار وی است. تألیفات رحیم‌پور ازغدی توسط انتشارات همین نهاد، به نام انتشارات طرحی برای فردا چاپ می‌شوند.

### دستگیری تیم ترور وی
در اوایل تیر ماه سال ۱۳۹۱ وبگاه خبری مشرق از دستگیری و بازداشت اعضای یک تیم تروریستی با هدف ترور حسن رحیم‌پور توسط مأمورین وزارت اطلاعات خبر داد. خودش نیز این خبر را تأیید کرد و گفت: «آن‌ها در کردستان عراق اتاق فرمان تشکیل داده‌اند و در یکسال و نیم اخیر نیز این بار سوم است که خبر ترورم را به من داده‌اند.» وی همچنین دربارهٔ احتمال مرگ خود گفت: «بنده از تابستان ۵۷ و پیش از انقلاب تا سال‌های جنگ و پیش از هر عملیات حدود ۱۰ وصیت‌نامه نوشته‌ام لذا اگر خون ما در راه انقلاب ریخته شود باعث افتخار است.»

### مناظره‌ها
وی با افرادی چون سعید حجاریان و صادق زیبا کلام مناظره داشته‌است.

## دیدگاه‌ها

### دهه سازی برای عزاداری
یکی از پرحاشیه‌ترین سخنان رحیم‌پور ازغدی را می‌توان دربارهٔ دهه سازی برای عزاداری و مداحی‌ها دانست. سخنان و نوع ادبیات رحیم‌پور در مورد مداحان و عزاداری طوری بود که سخنانی را که گفت به سخنانی علیه خودش تبدیل کرد.

### راجع به احمدی‌نژاد
وی طی یک سخنرانی در ۲۰ خرداد ۱۳۸۶ در جمع دانشجویان دانشگاه تهران با حضور دانیل اورتگا رئیس‌جمهور نیکاراگوئه گفت: 
امروز رهبری انقلاب حامی جنبش‌های آزادی‌بخش و در مقابل استکبار جهانی است، پس ایران به هر معنا خانه شماست. تکلیف احمدی‌نژاد هم روشن است، احمدی‌نژاد نیز بیشتر از آنکه یک دولتمرد باشد، با روحیه‌ای چریکی خود را متعهد به جبهه فقرای دنیا می‌داند، پس می‌توانید هر سال برای تفریح به خانه دوم خود بیایید.
وی همچنین گفت: 
بنده زمان روحانی استعفا ندادم. من زمان احمدی‌نژاد استعفا دادم. بحث بنده، سیاسی و جناحی نبوده، من با آقای احمدی‌نژاد چند بار در شورا درگیر شدم. بعد هم آمدم بیرون استعفا دادم. بعد هم رهبری تشخیص دادند دوباره باید باشیم، ما به وظیفه‌مان عمل می‌کنیم و الّا بنده به مکانیزم تصمیم‌گیری در شورا، موافقت‌ها و مخالفت‌ها و به بعضی از اعضای شورا انتقاد دارم.

### اظهار نظر پیرامون فرزندآوری
نوع ادبیات او از سوی برخی از روحانیون مورد انتقاد قرار گرفته‌است. وی در سخنانی، خطاب به زنانی که بر خلاف بعضی سیاست‌های حکومتی مبنی بر افزایش جمعیت، به دلیل به هم نخوردن هیکل‌شان نمی‌خواهند باردار شوند گفته بود:
هم‌اکنون برخی خانم‌ها می‌گویند بچه دار نمی‌شویم برای اینکه هیکلمون به هم می خوره. ای مرده شور ببره هیکلت رو. مگه هیکلت رو می خوای ببری آخرت؟ تو این هیکل رو می خوای چه کار؟ غیر از اینه که می خوای ببری تو قبر یا اینکه می خوای هیکلت رو ببری تو خیابون نشون بدی. استفاده هیکلت برای شوهرته و البته شوهرت برای توئه و برای بچه آوردن. 
ادبیات ازغدی با انتقاداتی روبرو شد و برخی این ادبیات را عجیب دانسته و آن را نگاهی سخیف به جایگاه زن و خانواده عنوان کردند.
فردی که خود را «حبیب رحیم‌پور ازغدی» معرفی کرده بود، با ارسال مطلبی تحت عنوان «مرده شور «سایت عصر ایران» را ببرد» به مطالب سایت عصر ایران پاسخ داد. محقق داماد ادبیات رحیم‌پور را خشن و نامهربانانه می‌داند و در مورد وی گفته‌است که خوشبختانه این فرد در لباس روحانیت این حرف‌ها را نمی‌زند و گرنه من از خجالت می‌مردم.

### خانواده
به اعتقاد وی آرامش، عشق و مهربانی شاخصه‌های اصلی خانواده مسلمان است. رحیم‌پور اصل در اسلام را ازدواج تک همسری می‌داند. وی تأکید می‌کند که اسلام مردان را به احترام و محبت نسبت به زنان سفارش کرده و دفاع از حریم و کرامت زن را امری مهم می‌داند.

### راجع به هنر
واکنش به سخنان حسن روحانی در مورد هنرمندان:

وی در جلسه‌ای که با موضوع مفهوم یابی اسلامی در سینمای دینی که ۲۰ دی در سینما فلسطین برگزار شد، در واکنش به سخنان حسن روحانی که در جمع هنرمندان گفته بود: «تقسیم هنرمندان به ارزشی و غیر ارزشی بی معناست» گفت: 
من معنی این جمله را نمی‌فهمم که هنر ارزشی و ضدارزشی وجود ندارد! یعنی سینمایی که مروج شرک و خرافه است با سینمایی که مروج توحید و عبادته مساوی است؟ بعضی‌ها اصلاً به این چیزها فکر نمی‌کنند، به دنبال چیزی هستند که برایش کف بزنند، اینها دغدغه حقیقت ندارند، دغدغه ریاست دارند. اما انبیا دغدغه حق و باطل داشتند. می‌گویند هنر به ارزشی و ضدارزشی تقسیم نمی‌شود و هنرمند ارزشی و غیرارزشی هم نداریم. یا این حرف بی معنا است یا شرک و توحید با هم مساوی هستند. یکی کردن اینها کاسبی است. طبق فرهنگ قرآن شعرا و هنرمندان دو دسته‌اند، یک دسته اهل اغوا هستند و یک دسته هستند که استثنا می‌شوند و دنبال ترویج حق و عدل و دفاع از مظلوم‌اند. آیا شعر دعبل و شاعران انقلابی با شعر شاعران درباری نوکران حکومت مساوی است؟ یکی کردن اینها درست در مقابل خط امام و خط انقلاب و خط انبیا قرار دارد.

### سکولاریسم و حوزه‌های علمیه
رحیم‌پور بر خلاف بسیاری که می‌گویند سکولاریسم در دانشگاه است، معتقد است که ریشه سکولاریسم در حوزه است.
صحبتهای او در تجمع طلاب در ۲۸ مرداد ۱۳۹۷ در مدرسه فیضیه واکنش بی‌سابقه‌ای در میان بخش نزدیک به حکومت در حوزه برانگیخت.

رحیم‌پور به گفته استاد مطهری تکیه کرده و گفته‌است که:
اجتهاد تکرار حرف‌های مکرر نیست. جواب مسائل حل شده نیست اجتهاد یعنی جواب مسائل حل نشده. مسائل حل نشده را جواب بده، مسائل حل شده را که همه بلدند جواب بدهند.
وی در این سخنرانی با بیان اینکه ریشه سکولاریسم در حوزه است، به مباحث مطرح شده در دروس خارج فقه مراجع حمله کرد.
ناصر مکارم شیرازی با صدور بیانیه‌ای ازغدی را به عنوان کسی که «هیچ اطلاعی از وضع حوزه‌های علمیهٔ شیعه» ندارد، معرفی کرد. وی همچنین گفت که ازغدی در سخنرانی خود «بدترین اهانت‌ها را به حوزه علمیه و مراجع شیعه» کرده‌است.
همچنین دفتر وی در پاسخ به سوالات مخاطبان خود پیرامون گردهمائی مدرسه فیضیه قم، با صدور بیانیه‌ای به بررسی دلایل اعتراض مراجع به سخنان رحیم‌پور ازغدی پرداخت. حسین نوری همدانی نیز در بیانیه ای آورد: «حوزه هیچگاه سکولار نبوده و نیست و نخواهد بود.» همچنین از پورازغدی به عنوان کسی که از حوزه بی‌اطلاع و بخشی از سخنان او نادرست است، یاد کرد و گفت: «اجازه نخواهیم داد کسی خدمات مراجع و علما بزرگ و حوزه علمیه را زیر سؤال ببرد.»
از سوی دیگر محسن مجتهد شبستری در واکنش به این ماجرا رحیم‌پور ازغدی را فردی آگاه به مسائل اجتماعی و روز خواند و با بیان اینکه اشکالاتی به روحانیت و حوزه وارد است، تأکید کرد بهتر بود با ادبیاتی مناسب‌تر از سوی آقای رحیم‌پور مطرح شود.

### نابودی اسرائیل و تحریم‌های اقتصادی
حسن رحیم‌پور ازغدی، عضو شورای عالی انقلاب فرهنگی ایران، در اظهاراتی که در ۳۱ مه از شبکه افق (ایران) پخش شد، اظهار داشت که حتی بدون کمک سایر کشورها، ایران اسرائیل را نابود کرده و فلسطین را در عرض ۲۵ سال آزاد خواهد کرد سید علی خامنه‌ای در گذشته این را گفته‌اند. ازغدی گفت که اگر ایران از حمایت فلسطینیان دست بردارد، آمریکایی‌ها به تحریم‌های خود پایان می‌دهند، اما این همان جایی است که ایران «خط قرمز می‌کشد». وی با ذکر مثال ترورهای اسرائیل علیه دانشمندان هسته ای ایران، گفت که ایران بهای سنگینی را برای موضع‌گیری خود پرداخته‌است و افزود که ایرانیان در غزه حضور داشته‌اند و در جنگ اخیر با اسرائیل در کنار حماس و شبه نظامیان جهاد اسلامی جنگیده‌اند.

## اتهامات
وی به بازجو بودن در دهه ۶۰ و نیز نقض حقوق بشر، متهم است.

### مقاله‌ها
- اجتهاد شهید نبرد تحجر و التقاط
- دین در حاشیه و دین در صحنه
- جهانی سازی پایان تاریخ و مهدویت
- خدا انسان مدرنیته
- هزار دستان فکر و کمیته هوشیاری
- بررسی دعوت انبیا به امر به معروف و نهی از منکر
- چرا دین و دنیا
- اصلاحات مذهبی
- تقابل اسلام و سکولاریزم
- نقد عقلانیت غربی
- تحلیلی از نتایج امر به معروف و نهی از منکر در جامعه
- تسامح یا واقفی گری
- ضدیت با ایدئولوژی افتخاری مشکوک برای لیبرال‌ها[۳۷]